# ایلینکا (شهرستان آلکسیفسکی، استان بلگورود)
ایلینکا (انگلیسی: Ilyinka, Alexeyevsky District, Belgorod Oblast) یک شهرک در بخش آلکسیفسکی استان بلگورود کشور روسیه است.